# Maximum Overload
Maximum Overload – szósty studyjny album brytyjskiego powermetalowego zespołu DragonForce, wydany 18 sierpnia 2014 w Europie, a dzień później w Ameryce. Jest to także ostatni album z perkusistą Dave'em Mackintoshem, który został następnie zastąpiony przez Gee Anzalone'a.

## Lista utworów
| 1.  | "The Game"                              | 4:56  |
|     |                                         |       |
| 2.  | "Tomorrow's Kings"                      | 4:13  |
|     |                                         |       |
| 3.  | "No More"                               | 3:50  |
|     |                                         |       |
| 4.  | "Three Hammers"                         | 5:50  |
|     |                                         |       |
| 5.  | "Symphony of the Night"                 | 5:19  |
|     |                                         |       |
| 6.  | "The Sun Is Dead"                       | 6:34  |
|     |                                         |       |
| 7.  | "Defenders"                             | 5:47  |
|     |                                         |       |
| 8.  | "Extraction Zone"                       | 5:06  |
|     |                                         |       |
| 9.  | "City of Gold"                          | 4:43  |
|     |                                         |       |
| 10. | "Ring of Fire" (cover Johnny'ego Casha) | 3:15  |
|     |                                         |       |
|     |                                         | 49:33 |
|     |                                         |       |

## Twórcy
- Marc Hudson – śpiew
- Herman Li – gitara elektryczna
- Sam Totman – gitara elektryczna
- Vadim Pruzhanov – keyboard
- Dave Mackintosh – perkusja
- Frédéric Leclercq – gitara basowa

### Zaproszeni muzycy
- Matt Heafy – wokal wspierający w "Defenders", "No More" i "The Game"[11]
- Clive Nolan – wokal wspierający
- Emily Ovenden – wokal wspierający